# 43e brigade de chars
« 43e régiment de chars » redirige ici. Pour les articles homonymes, voir 43e brigade et 43e régiment.
La 43e brigade de chars (en russe : 43-я танковая бригада), est une unité blindée de l'Armée rouge pendant la Seconde Guerre mondiale. Stationnée en Mongolie, elle participe à l'offensive soviétique de Mandchourie avec le front de Transbaïkalie. Après guerre, devenu un régiment, elle rejoint la 61e division de chars (ru). Lorsque celle-ci devient une division de fusiliers motorisés en 1957, le régiment est transformé en 385e régiment de fusiliers motorisés avant d'être dissous en 1958.

## Histoire

### Seconde Guerre mondiale
Une première 43e brigade de chars commence à se former dans le district militaire de Kharkov le 23 octobre 1941, en pleine bataille de Kharkov. Sa formation est abandonnée le 4 novembre.
La 43e brigade est recréée en mai 1942 à Choybalsan en Mongolie. Rattachée au front de Transbaïkalie, elle est subordonnée à la 17e armée de ce front.
À partir d'août 1945, la brigade est rattachée au groupe de cavalerie - motorisé (en) soviéto-mongol. La 43e brigade est récompensée le 20 septembre 1945 par le titre honorifique « du Khingan » (en russe : Хинганская, Khinganskaïa) en récompense de son action pendant l'offensive de Mandchourie.

### Guerre froide
La brigade est transformée le 16 novembre 1945 en 43e régiment de chars (no  d'unité 18001). Elle est alors rattachée à la 61e division de chars, stationnée à Oulan-Oudé au sein du district militaire de Transbaïkalie.
La 61e division de chars est renuméroté 13e en mars 1955 puis transformée en 13e division de fusiliers motorisés le 30 avril 1957. À cette date, le 43e régiment est renommé 385e régiment de fusiliers motorisés. Il est dissous en même temps que sa division, le 14 janvier 1958.